# Rowelska Góra
Rowelska Góra – wzniesienie o wysokości 298,1 m n.p.m., położone w województwie podlaskim, w powiecie suwalskim, w gminie Wiżajny. 

## Położenie
Wzniesienie znajduje się w północno-zachodniej części Pojezierza Wschodniosuwalskiego. Rowelska Góra jest najwyższym punktem województwa podlaskiego. Ok. 1 km na północny zachód od wzniesienia leży wieś Wiżajny, natomiast 3 km na południowy wschód leży wieś Rowele. 

## Obiekty
Na obszarze wzniesienia postawiono turbiny Elektrowni Wiatrowej Wiżajny.  W pobliżu szczytu stoi drewniana wieża widokowa, z której widać m.in. wieżę kościoła we wsi Liubavas (Lubawa) na Litwie.

## Komunikacja
Po wzniesieniu przebiega droga wojewódzka nr 651.

## Galeria

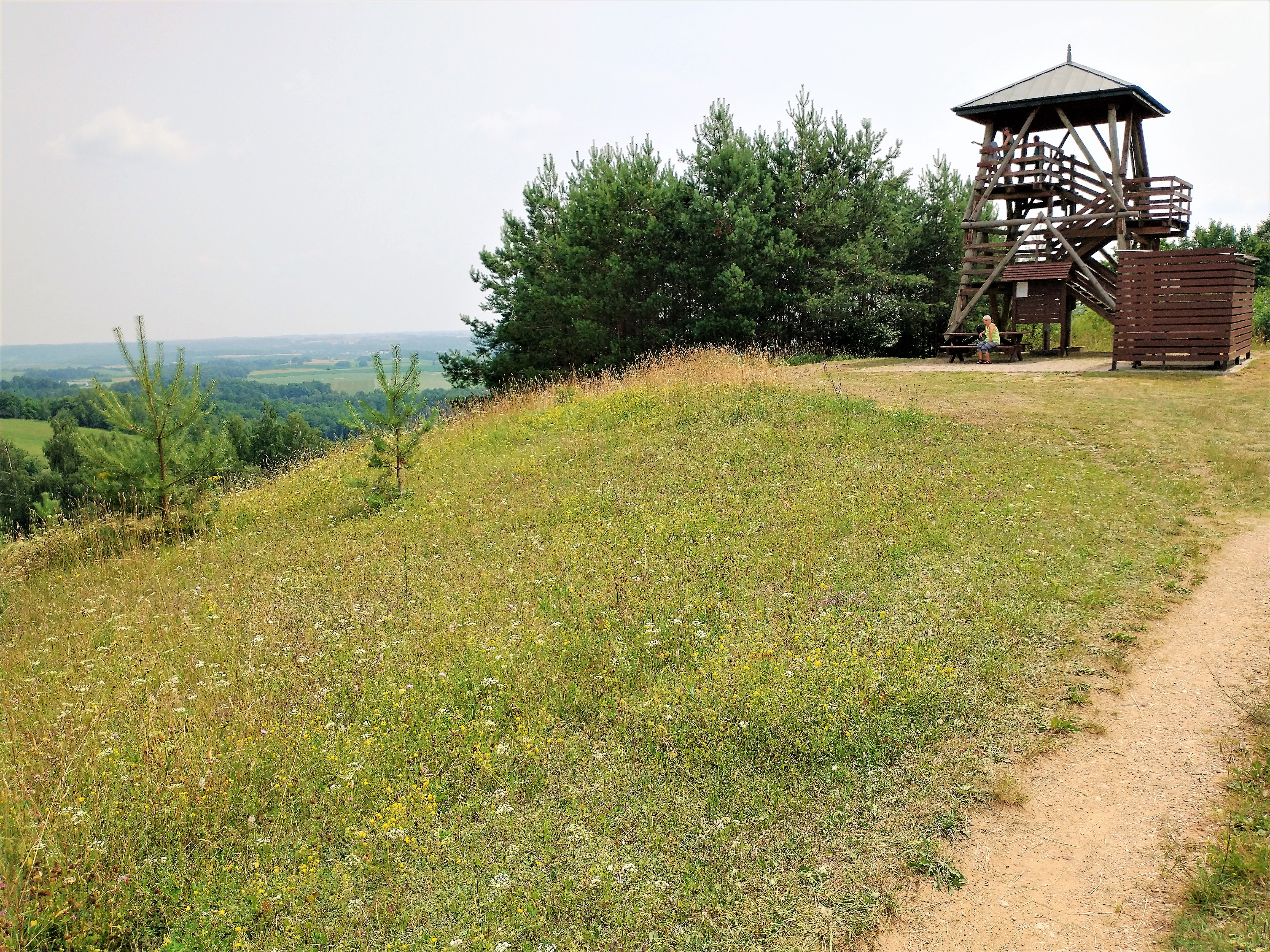
Wieża widokowa
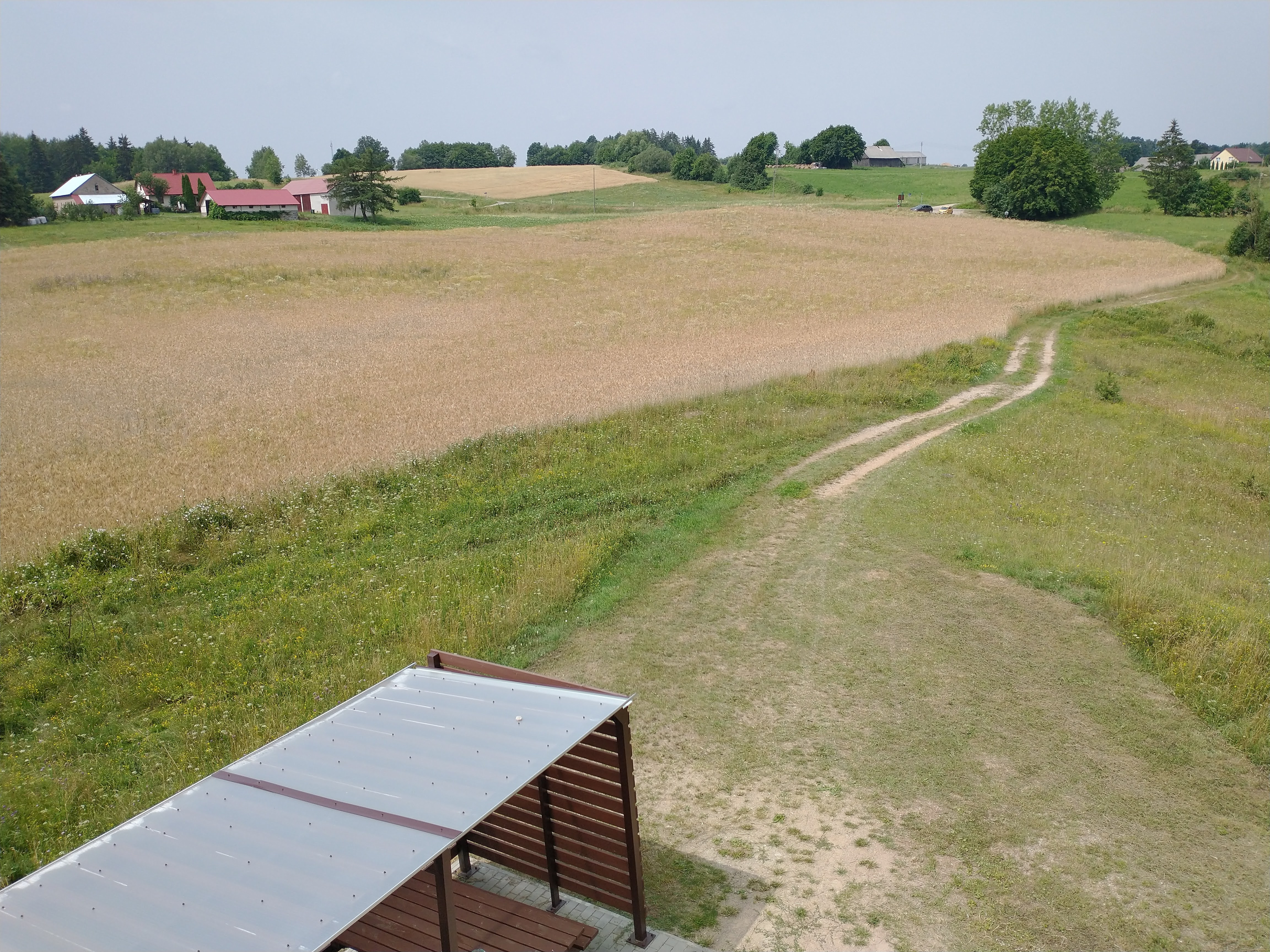
Widok w kierunku Kamionki
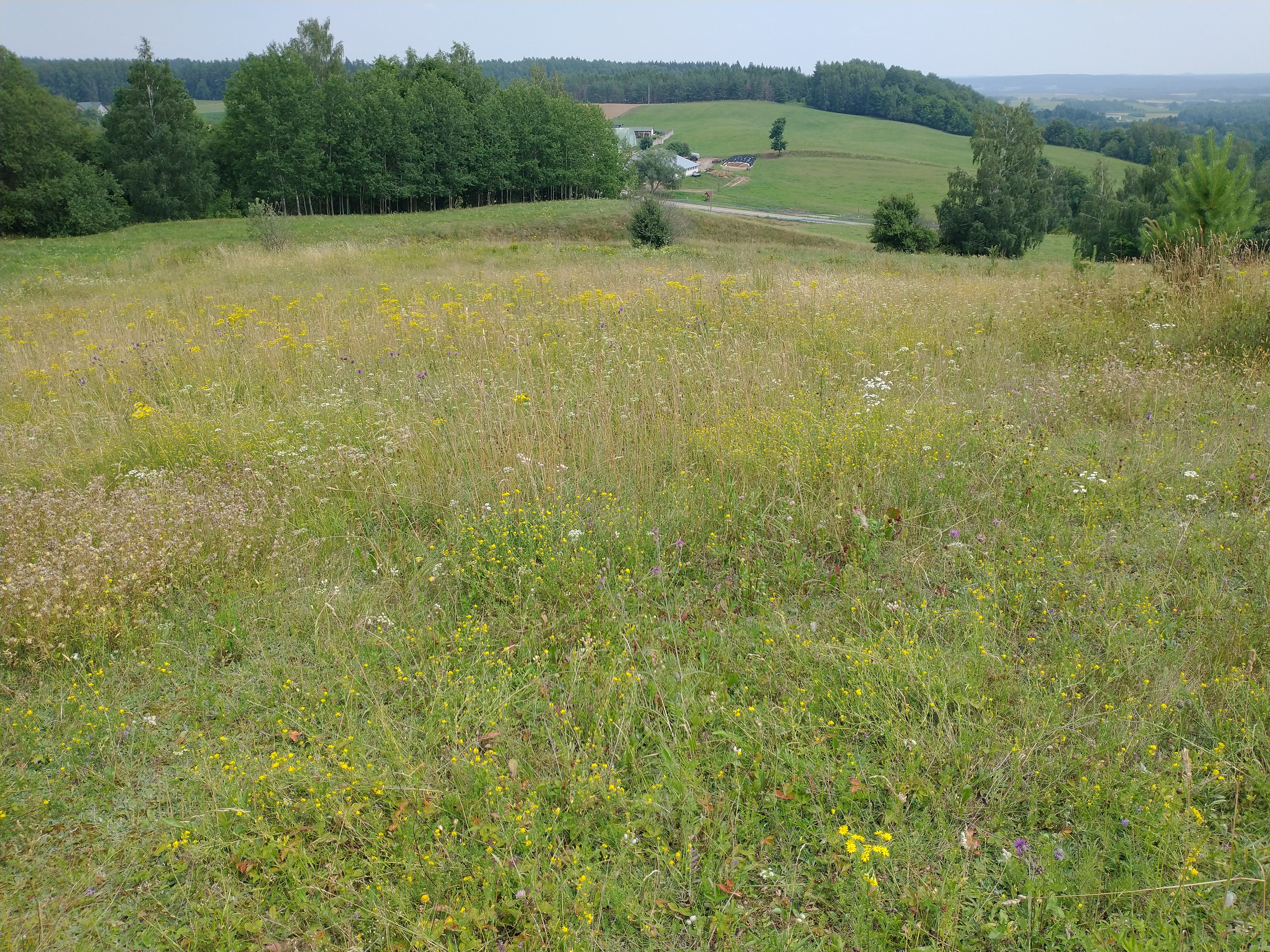
Widok w kierunku północnym